# Uzel
Uzel is een gemeente in het Franse departement Côtes-d'Armor (regio Bretagne). De plaats maakt deel uit van het arrondissement Saint-Brieuc. Uzel telde op 1 januari 2022 1.134 inwoners.

## Geografie
De oppervlakte van Uzel bedraagt 6,79 km², de bevolkingsdichtheid is 155 inwoners per km² (per 1 januari 2019).
De onderstaande kaart toont de ligging van Trélévern met de belangrijkste infrastructuur en aangrenzende gemeenten.

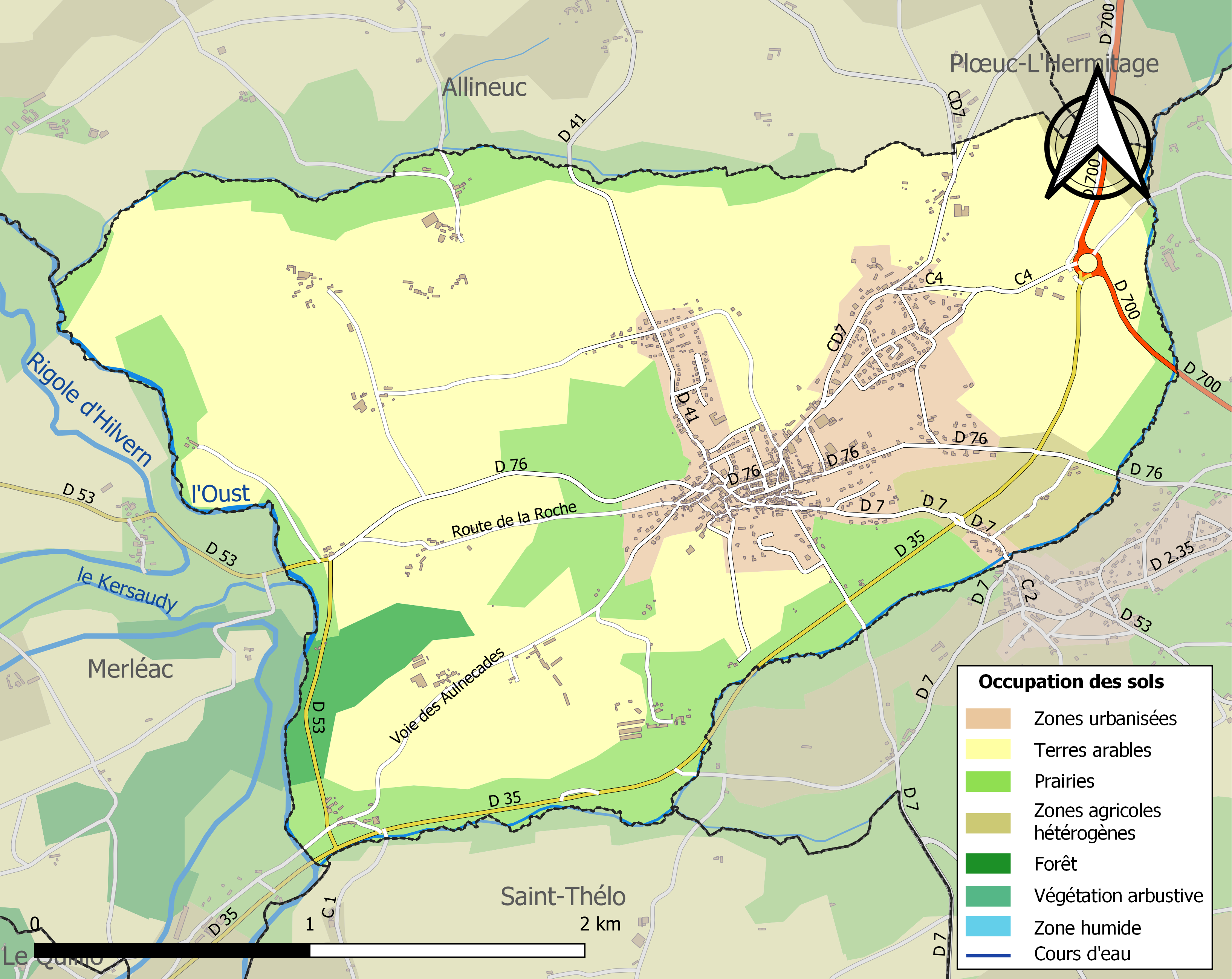

## Demografie
Onderstaande figuur toont het verloop van het inwonertal (bron: INSEE-tellingen).

## Geboren
- Fulgence Bienvenüe (1852-1936), ingenieur, grondlegger van de metro van Parijs